# Oranjemund
Oranjemund ("Boca del Orange" en alemán) es una ciudad situada en el extremo suroeste de Namibia, en la orilla norte del río Orange. Es una ciudad construida básicamente para la industria del diamante. Su población es de unos 11 000 habitantes. Es una ciudad muy peculiar, puesto que solo se le permite el acceso a los trabajadores y a sus familiares. Aunque es un paso fronterizo entre Namibia y Sudáfrica, solo las personas con pases de autorización de De Beers pueden acceder a ella.
El primer establecimiento tuvo lugar en 1936 tras el descubrimiento por parte de Hans Merensky de depósitos de diamantes aluviales en la orilla norte del río Oranje y en la franja costera adyacente. Desde que la mina entró en funcionamiento, se extraen aproximadamente 2 millones de quilates (400 kilogramos) al año, gracias, sobre todo, a las mejoras tecnológicas.
La ciudad tiene todo lo que uno pueda imaginar, bellos jardines, buenos servicios, tiendas con todos los artículos, etc. Todo ello para mantener a los empleados satisfechos en esta ciudad situada en medio del desierto, alejada de todo.
Actualmente se están tomando iniciativas para diversificar la economía local y hacerla independiente de las actividades mineras, enfocándola al turismo, la agricultura y la formación.